# Zbigniew Rawicz-Twaróg
Zbigniew Rawicz-Twaróg ps. „Jacek” (ur. 4 lipca 1907 w Krakowie, zm. 2 kwietnia 1940 w Palmirach) – kapitan artylerii Wojska Polskiego.

## Życiorys
Urodził się 4 lipca 1907 w rodzinie Feliksa, prawnika, i Ireny Prawdzic-Gołyńskiej. Uczył się od września 1922 w Korpusie Kadetów Nr 2 w Chełmnie, a po ukończeniu nauki otrzymał w czerwcu 1927 świadectwo dojrzałości. Od czerwca 1927 był podchorążym Oficerskiej Szkoły Artylerii w Toruniu, która w następnym roku została przemianowana na Szkołę Podchorążych Artylerii.
15 sierpnia 1930 Prezydent RP Ignacy Mościcki mianował go podporucznikiem ze starszeństwem z dniem 15 sierpnia 1930 i 96. lokatą w korpusie oficerów artylerii, a Minister Spraw Wojskowych wcielił do 26 pułku artylerii polowej w Skierniewicach. Był w nim dowódcą plutonu, od stycznia 1935 oficerem żywnościowym pułku, a od czerwca ponownie dowódcą plutonu. Od listopada 1935 do lipca 1936 był słuchaczem na kursie instruktorów jazdy konnej i zaprzęgami w Centrum Wyszkolenia Artylerii w Toruniu. Po ukończeniu kursu został wyznaczony na stanowisko dowódcy baterii w macierzystym oddziale, który od 1932 nosił nazwę „26 pułk artylerii lekkiej”. W 1938 został przeniesiony do 32 dywizjonu artylerii lekkiej w Rembertowie na stanowisko dowódcy plutonu.
W kampanii wrześniowej 1939 walczył jako dowódca 8 baterii 32 pułku artylerii lekkiej. Pod koniec września został mianowany kapitanem.
Podczas okupacji pracował w Gazowni Miejskiej w Warszawie jako urzędnik. Od połowy listopada 1939 w konspiracji i po Gustawie Herling-Grudzińskim był szefem sztabu Polskiej Ludowej Akcji Niepodległościowej pod pseudonimem „Jacek”. 18 stycznia 1940 został aresztowany i osadzony na Pawiaku, a 2 kwietnia 1940 rozstrzelany w Palmirach.